# Moulin de Flatford
Moulin de Flatford est un tableau peint en 1816 par John Constable. Il mesure 101,6 cm de hauteur sur 127 cm de longueur. Il est conservé à la Tate Britain à Londres.

## Contexte
Le père de Constable, riche exploitant agricole tenait aussi le florissant moulin sur la Stour, à Flattford, entre East Bergholt et Dedham.

## Autres tableaux de Constable à Flatford
- Willy Lott's House, près de Flatford Mill ou Chaumière au bord d'un chemin à East Bergholt, 1810-1815, huile sur papier, 24 × 18 cm, Victoria and Albert Museum, Londres[2]
- Chariot sur un chemin à Flatford, 1811, huile sur papier marouflé sur toile, 15 × 21 cm, Victoria and Albert Museum, Londres[3]
- Le Moulin de Flatford vu de l'écluse sur la Stour, vers 1811, huile sur toile, 25 × 30 cm, Victoria and Albert Museum, Londres[4]
- Construction d'un bateau près du Moulin de Flatford, 1815, Victoria and Albert Museum, Londres[5]
- Le Moulin de Flatford (Scène sur une rivière navigable), 1816-1817, 102 × 127 cm
Tate Britain, Londres[6]

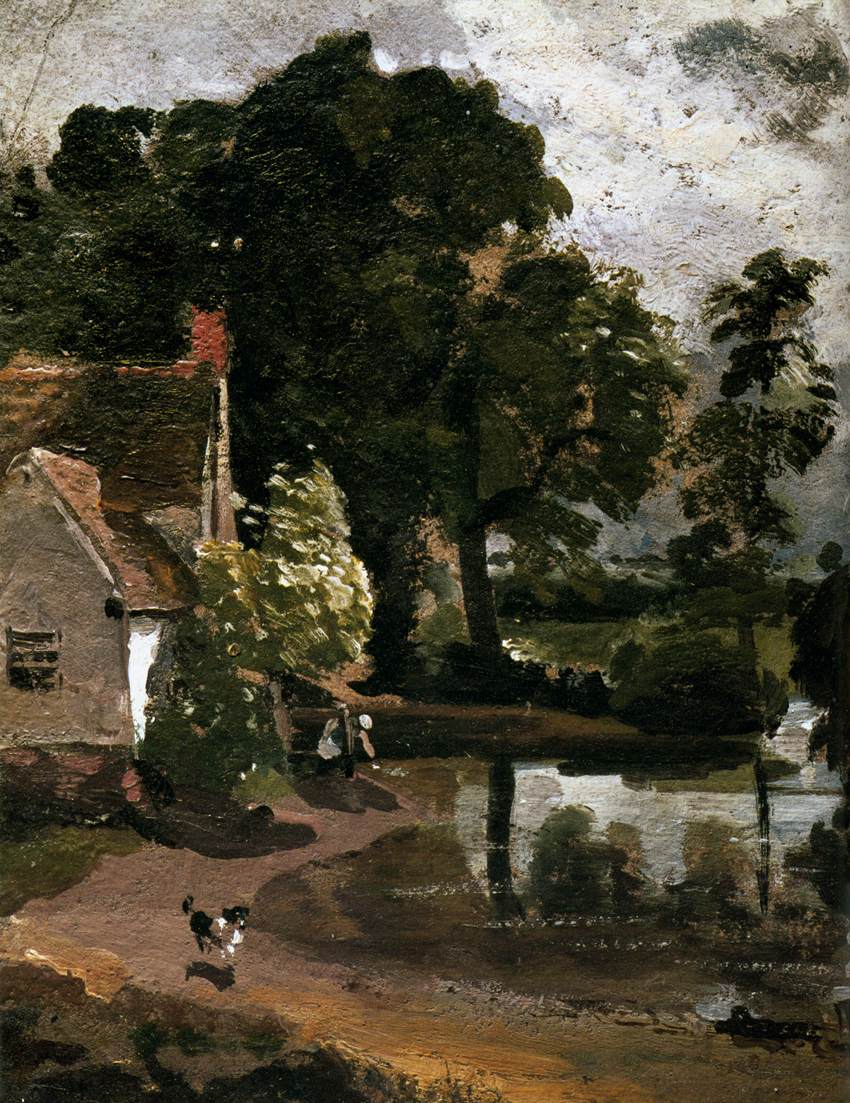
Willy Lott's House, près de Flatford Mill, 1810-1815 Victoria and Albert Museum
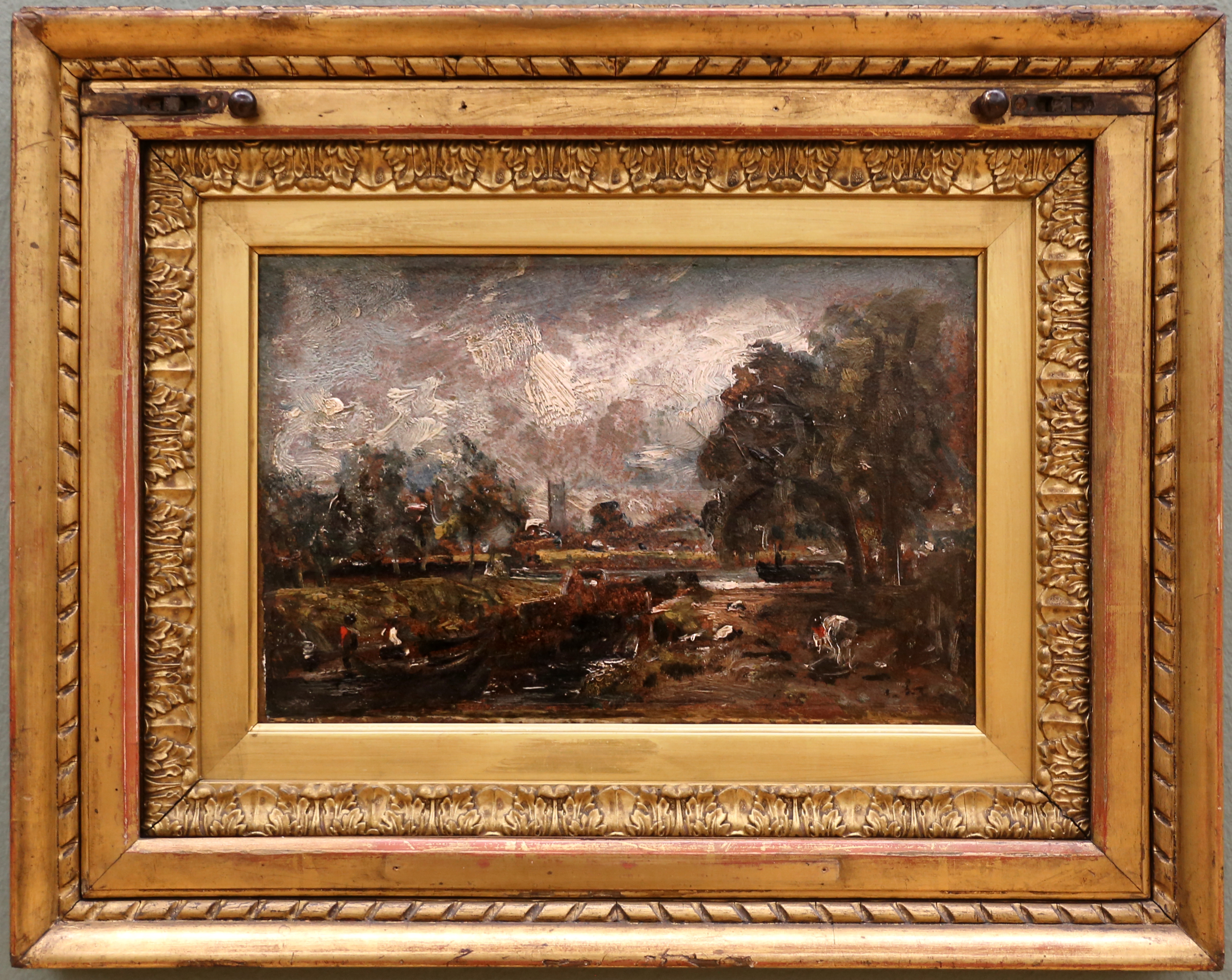
Construction d'un bateau près du Moulin de Flatford, 1815 Victoria and Albert Museum